# モハメド・ガリーブ
モハメド・ガリーブ（(アラビア語: محمد غريب(英語: Mohamed Ghareb ）は、インターナショナルダンサー、舞踊研究家、コレオグラファー。
スーフィズムの古典舞踊タンヌーラ(Tannoura)の第一人者として知られる。

## 人物・来歴
エジプトで生まれる。14歳の頃に、ダンスを習い始めたのをきっかけにプロフェッショナルの道を志す。
17歳にして、ダルウィッシュ・エル・カヘラにおけるタンヌーラダンサーの主要キャストとなる。
その後、マフムード・レダ氏が所有するレダ・トゥーループに移籍する。
- 2015(Paris)     :ユネスコ国際ダンス評議会（英語版）に参画。

- 2016(Japan)     :日本旅行業協会（JATA）主催ツーリズムEXPOエジプトパビリオンにてタンヌーラパフォーマンスを披露。

- 2016(Panama)	　:パナマ大学（英語版）において古典舞踊、民族舞踊芸術監督に就任。

- 2016(Canada）	  :エジプト映画カイザマン（レニン・エル-ラムニ（英語版）監督)にダンサーとして出演。

- 2017(Australia) :多文化共生フェスティバルにて、スーフィズムの古典舞踊タンヌーラ(Tannoura)を紹介。

- 2018(JAPAN)	　:芸術文化交流団体ジャパンエジプシャンアカデミーの芸術監督に就任。

- 2019(Bangladesh):国際スーフィ音楽祭(World Sufi Festival)に招致され、スーフィズムの古典舞踊タンヌーラ(Tannoura)を披露。

## 訪問した国
モロッコ,
オマーン,
バーレーン,
スペイン,
オーストラリア,
カナダ,
メキシコ,
パナマ,
チリ,
コロンビア,
ベネズエラ,
インド,
中華人民共和国,
大韓民国,
日本,
タイ